# Valle de las Ánimas (Nuevo México)

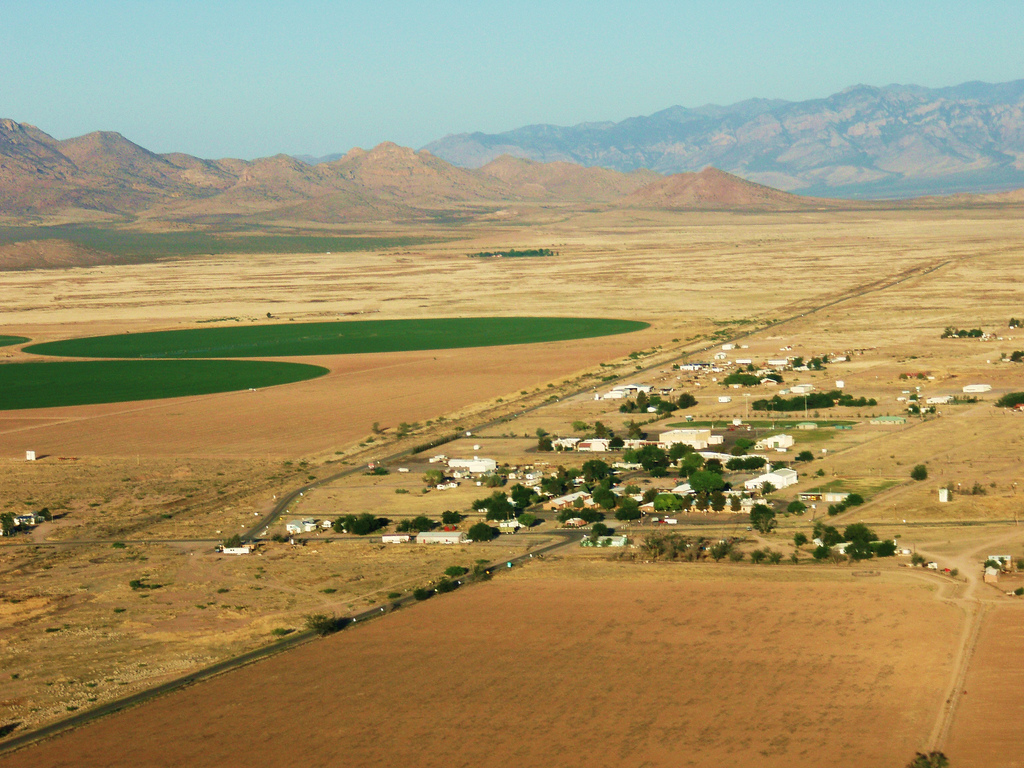
Vista del valle de las Ánimas

El valle de las Ánimas es un largo y estrechó valle, que mide 137 km de norte a sur, que se localiza en el occidente del condado de Hidalgo en Nuevo México. El extremo sur del valle se localiza en el estado de Chihuahua en México.
La divisoria continental de América forma su límite este del valle en una serie de sierras. Hacia el este. en lado oriental de la divisoria continental, es ligeramente más corto, pero forma también parte del valle de las Playas.
Al oeste de la estrecha y prolongada sierra Peloncillo, en el condado de Hidalgo, se encuentran dos valles en Arizona: el valle de San Simón y el valle de San Bernardino, ambos al este del macizo de la sierra de Chiricahua y sus cordales. Algunas regiones de este sistema montañoso en sus cimas forman valles conocidos como islas del Cielo, también denominado Islas Cielos de la Sierra Madre de Arizona y Nuevo México en los Estados Unidos de América, y Sonora y Chihuahua en el desierto de Sonora y Chihuahua respectivamente, en México.